# 104-я бригада управления
104-я Клужская орденов Суворова и Кутузова бригада управления (сокр. 104 бру, в/ч 16788) — тактическое соединение Сухопутных войск Российской Федерации.
Соединение находится в составе Восточного военного округа с пунктом постоянной дислокации в Красной речке.

## История
104-я Клужская орденов Суворова и Кутузова бригада управления ведёт историю от 127-го отдельного полка связи Рабоче-крестьянской Красной армии. 127-й отдельный полк связи был сформирован на базе 98-го отдельного батальона связи и находился в составе действующей армии с 17 мая 1942 года в составе Закавказского, 2-го Украинского, Забайкальского фронтов РККА.
В конце 1980-х гг. формирование именовалось как 104-я Клужская орденов Суворова и Кутузова бригада связи (в/ч 16788), являлось соединением окружного подчинения и находилось в составе Дальневосточного военного округа с пунктом постоянной дислокации в Князе-Волконское Хабаровского края.
До 2012 года 104-я бригада связи дислоцировалась в п. Князе-Волконское-1, Хабаровского края. В 2012 году передислоцирована в п. Красная речка, района Хабаровска.